# Dinopium everetti
Dinopium everetti là một loài chim trong họ Picidae.